# Talève d'Allen
Porphyrio alleni
Espèce
Statut de conservation UICN

 LC  : Préoccupation mineure
La Talève d'Allen (Porphyrio alleni, anciennement Porphyrula alleni) est une espèce d'oiseau aquatique appartenant à la famille des Rallidae.

## Nomenclature
Son nom commémore l'ornithologue américain Arthur Augustus Allen (1885-1964).

## Répartition et habitat

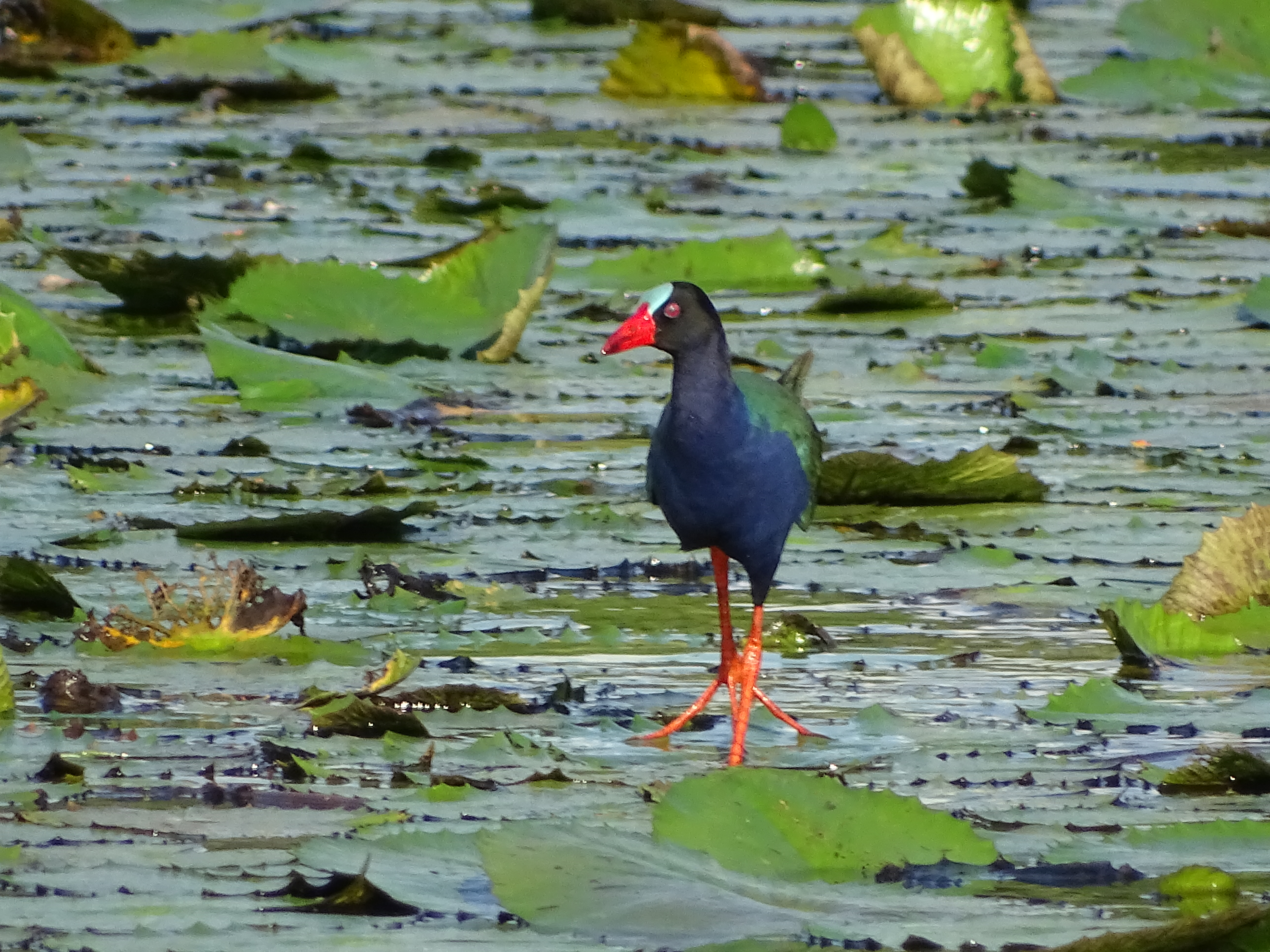
Talève d'Allen dans la forêt classée d'Ouémé supérieur au nord du Bénin

Il est présent dans toute l'Afrique subsaharienne y compris Madagascar. Il préfère les zones humides.

## Alimentation
Omnivore, il se nourrit de fleurs, de graines, de feuilles, de fruits, de vers de terre, de mollusque, de crustacés, d'insectes, d'araignées, de petits poissons et de leurs œufs.